# Felicjan Laskowski
Felicjan Piotr Laskowski herbu Korab (ur. 1814, zm. 1869) – polski ziemianin, poseł do Sejmu Krajowego I kadencji (1861–1867), właściciel dóbr Bażanówka i Ladzin.

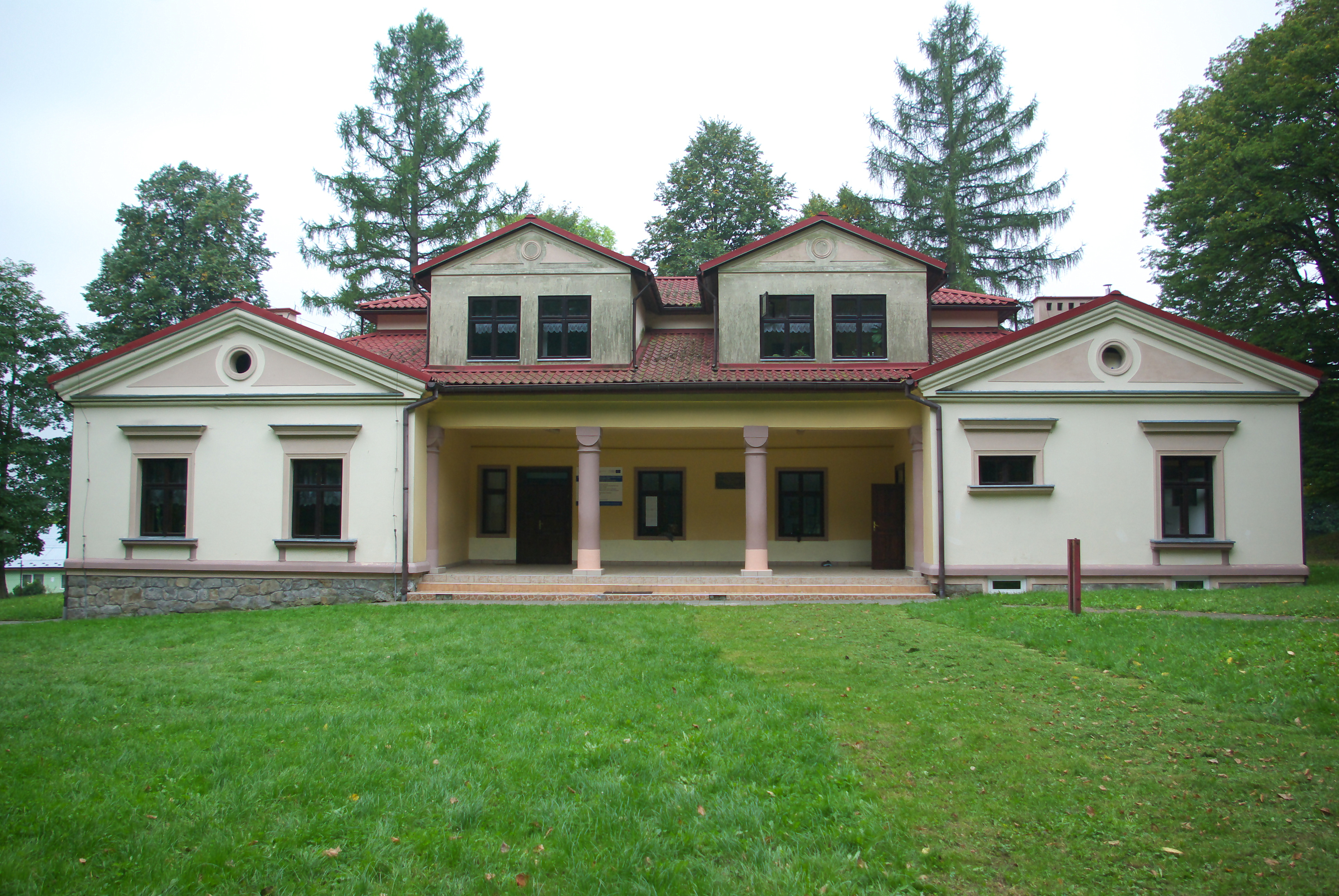
Budynek byłego dworu Laskowskich w Bażanówce

## Życiorys
Był synem Franciszka z Ładzina (członek Stanów Galicyjskich) i Julii z domu Zaremba herbu Zaręba.
Jego żoną została Aniela z domu Łoś herbu Dąbrowa (zm. 1882). Ich dziećmi byli: Maria (żona Aleksandra Czajkowskiego z Kamionki Wołoskiej), Władysław Bernard, Stanisław Erazm, Kazimierz Piotr (1850-1922, dziedzic Bażanówki, poseł na Sejm Krajowy Galicji), Jadwiga (żona Achillesa Rodicha von Berlinenkampf z Nadycz). W 1844 Felicjan Laskowski nabył od Krzyczewskiego wieś Bażanówka i był właścicielem tamtejszej posiadłości tabularnej w kolejnych latach.
Był członkiem Stanów Galicyjskich. Pełnił funkcję wiceprezesa Galicyjskiego Towarzystwa Kredytowego Ziemskiego i Kasy Oszczędności. Członek i działacz Galicyjskiego Towarzystwa Gospodarskiego, członek jego Komitetu (13 lutego 1853 - 16 lutego 1868). 
Został odznaczony Orderem Żelaznej Korony III klasy.
Został wybrany na posła I kadencji (1861–1867) Sejmu Krajowego, z I kurii, obwód sanocki.